# NGC 3532
NGC 3532 је расејано звездано јато у сазвежђу Прамац које се налази на NGC листи објеката дубоког неба.
Деклинација објекта је - 58° 44' 0" а ректасцензија 11h 5m 40,0s. Привидна величина (магнитуда) објекта NGC 3532 износи 3,0 а фотографска магнитуда 3,2. NGC 3532 је још познат и под ознакама OCL 839, ESO 128-SC31.